# Omphalophana adamantina
Omphalophana adamantina là một loài bướm đêm trong họ Noctuidae.